# Боково (Одесская область)
Бо́ково (укр. Бокове) — село, относится к Любашёвскому району Одесской области Украины.
Население по переписи 2001 года составляло 665 человек. Почтовый индекс — 66542. Телефонный код — 4864. Занимает площадь 1,997 км². Код КОАТУУ — 5123380901.

## Местный совет
66542, Одесская обл., Любашёвский р-н, с. Боково